# Eurovisiesongfestival 1978
Het Eurovisiesongfestival 1978 was het drieëntwintigste Eurovisiesongfestival en vond plaats op 22 april 1978 in Parijs, Frankrijk.
Het programma werd gepresenteerd door Denise Fabre en Léon Zitrone.
Van de 20 deelnemende landen won Israël met het nummer A-ba-ni-bi, uitgevoerd door Izhar Cohen & The Alpha Beta.
Dit lied kreeg 157 punten, 13,5% van het totale aantal punten.
Met 125 punten werd België tweede, gevolgd door Frankrijk op de derde plaats met 119 punten.

## Interludium
De interludia kwamen voor rekening van Stéphane Grappelli en Oscar Peterson, Yehudi Menuhin, Kenny Clarke en Nils Henning Ørsted Pedersen.

## Puntentelling

### Stemstructuur
Net als in 1977 werden in de nationale jury punten toegekend aan elk liedje. Het liedje met het meest aantal stemmen, kreeg twaalf punten. De tweede keus kreeg tien punten en de derde plaats tot en met tiende plaats kregen acht tot en met één punten. Stemmen op het eigen land is niet toegestaan.

### Score bijhouden
De score werd bijgehouden op een scorebord dat in de zaal hing.
De deelnemende landen stonden in het Frans op het bord.
Achter elk land stond het totaal aantal punten.
De gegeven punten werden direct bij het totaal van het land opgeteld.
De presentatoren stonden op het podium.
Nadat een land alle punten had gegeven, knipperde de score van de koploper op het scorebord.

### Stemmen
De jury's werden in volgorde van optreden opgebeld.
Het geven van de punten gebeurde op volgorde van deelname, in plaats van in oplopende volgorde.
De vertegenwoordiger van het land noemde het land en het aantal punten in het Engels of Frans.
Een van de presentatoren herhaalde het land en de punten in de taal (Frans of Engels) waarin ze gegeven werden.
Daarbij werd zowel in het Engels als het Frans points gebruikt.
Tijdens de uitzending toonde de regie, tussen het opbellen door, drie beelden in het scherm: linksboven het scorebord met daarnaast een vak met de presentatoren en onderin een breed beeld van de green room.

### Beslissing
België en Israël waren beide koploper, waarbij Israël de koppositie niet meer afstond. Met nog drie jury's te gaan gaf Luxemburg de doorslag: Israël stond na hun stemmen op 149 en België op 110. Ondanks dat Israël zelf nog moest stemmen, was het verschil van 39 punten niet meer te overbruggen.

### Afgekapte uitzending
Naarmate de puntentelling vorderde kreeg men in Jordanië in de gaten dat Israël het songfestival zou winnen, daarom brak men de uitzending af en zei men later dat er een storing was en dat België gewonnen had.

### Resultaat
| Plaats | Land                | Artiest                     | Titel                               | Punten |
| ------ | ------------------- | --------------------------- | ----------------------------------- | ------ |
| 1      | Israël              | Izhar Cohen & The Alphabeta | A-ba-ni-bi                          | 157    |
| 2      | België              | Jean Vallée                 | L'amour ça fait chanter la vie      | 125    |
| 3      | Frankrijk           | Joël Prévost                | Il y aura toujours des violons      | 119    |
| 4      | Monaco              | Caline & Olivier Toussaint  | Les jardins de Monaco               | 107    |
| 5      | Ierland             | Colm Wilkinson              | Born to sing                        | 86     |
| 6      | Duitsland           | Ireen Sheer                 | Feuer                               | 84     |
| 7      | Luxemburg           | Baccara                     | Parlez-vous français ?              | 73     |
| 8      | Griekenland         | Tania Tsanaklidou           | Charlie Chaplin                     | 66     |
| 9      | Spanje              | José Vélez                  | Bailemos un vals                    | 65     |
| 9      | Zwitserland         | Carole Vinci                | Vivre                               | 65     |
| 11     | Verenigd Koninkrijk | Co-Co                       | The bad old days                    | 61     |
| 12     | Italië              | Ricchi e Poveri             | Questo amore                        | 53     |
| 13     | Nederland           | Harmony                     | 't Is O.K.                          | 37     |
| 14     | Zweden              | Björn Skifs                 | Det blir alltid värre framåt natten | 26     |
| 15     | Oostenrijk          | Springtime                  | Mrs. Caroline Robinson              | 14     |
| 16     | Denemarken          | Mabel                       | Boom-boom                           | 13     |
| 17     | Portugal            | Gemini                      | Dai-li-dou                          | 5      |
| 18     | Finland             | Seija Simola                | Anna rakkaudelle tilaisuus          | 2      |
| 18     | Turkije             | Nilüfer & Nazar             | Sevince                             | 2      |
| 20     | Noorwegen           | Jahn Teigen                 | Mil etter mil                       | 0      |

## Deelnemers

### Terugkerende artiesten
| Land       | Artiest                                   | Plaats | Eerdere deelname                      | Plaats toen |
| ---------- | ----------------------------------------- | ------ | ------------------------------------- | ----------- |
| België     | Jean Vallée                               | 2      | België 1970                           | 8           |
| Duitsland  | Ireen Sheer                               | 6      | Luxemburg 1974                        | 4           |
| Oostenrijk | Norbert Niedermayer (deel van Springtime) | 15     | Oostenrijk 1972 (deel van Milestones) | 5           |

### Nationale keuzes
In Ierland deed Maxi (Eurovisiesongfestival 1973) mee als lid van de groep Sheeba. Anita Skorgan trad in 1977 nog voor Noorwegen aan, nu was het de beurt aan haar man Jahn Teigen. In Portugal trad Tonicha (Eurovisiesongfestival 1971) met 4 liedjes aan, haar beste plaats was 4de. Noëlle Cordier (Eurovisiesongfestival 1967) was 4de in de Franse preselectie. Pierra Martell (Eurovisiesongfestival 1974) was gedeeld laatste in Zwitserland. Jacques Hustin had België in 1974 al vertegenwoordigd maar kon nu niet winnen. Ook nog uit '74 waren Cindy & Bert die het opnieuw probeerden in Duitsland, net als Peter, Sue & Marc die in '71 en '76 al voor Zwitserland aantraden. Na 12 jaar afwezigheid nam Denemarken opnieuw deel. In Luxemburg deden Gitte Haenning (Eurovisiesongfestival 1973) en Liliane Saint-Pierre mee, zij zou België later nog vertegenwoordigen. Gidi Gov van de groep Poogy (Eurovisiesongfestival 1974) probeerde het nu solo, maar werd voorlaatste.

### Terugkerende landen
- Denemarken (zie ook Denemarken op het Eurovisiesongfestival)
- Turkije (zie ook Turkije op het Eurovisiesongfestival)

### Kaart

Deelnemende landen
Landen die al meegedaan hebben maar niet meedoen